# 네브래스카주의 대학 목록
다음은 미국 네브래스카주의 대학 목록이다.

## 공립
- 네브래스카 대학교 링컨

## 사립 자유예술대학
- 크레이턴 대학교
- 헤이스팅스 칼리지

## 같이 보기
- 미국의 대학 목록
- 대학 목록